# إدموند رووي
إدموند رووي (بالإنجليزية: Edmund Rowe)‏ هو سياسي أمريكي، ولد في 21 ديسمبر 1892 في شرودسفيل في الولايات المتحدة، وتوفي في 4 أكتوبر 1972 في آكرون في الولايات المتحدة. حزبياً، نشط في الحزب الجمهوري. وقد انتخب عضو مجلس نواب أوهايو وانتخب عضو مجلس النواب الأمريكي.